# Districtul civil Hazleton, comitatul Buchanan, Iowa
Pentru alte districte (civile sau de alt tip) cu același nume, vedeți Districtul Hazelton (dezambiguizare).
Pentru alte utilizări ale celor două nume proprii, vedeți Hazleton (dezambiguizare) și Buchanan (dezambiguizare).
Districtul civil Hazleton, comitatul Buchanan, Iowa (în original Hazleton Township, Buchanan County) este unul din cele șaisprezece  districte civile (în original township) din comitatul Buchanan, statul Iowa, Statele Unite ale Americii.

## Districte topografice și districte civile
Utilizarea termenului de district topografic este făcută în sensul inițial topografic, un pătrat cu latura de exact 6 mile (circa 9.654 metri) și suprafața de exact 36 de mi2 (aproximativ 93,1997 km2). Majoritatea covârșitoare a districtelor civile ale statului Iowa au forma, latura și suprafața extrem de apropiate de forma și valorile districtelor topografice standard practicate atât în Canada cât și în Statele Unite ale Americii.

## Geografie
Hazleton Township acoperă o suprafață de circa 94,132 km2 (sau 36.36 mi2), având două așezăminte pe suprafața sa, localitatea omonimă, Hazleton, cu statut de oraș, și localitatea neîncorporată Bryantsburg. Conform datelor culese de aceeași agenție a guvernului Statelor Unite, United States Geological Survey (sau, pe scurt, USGS), pe teritoriul districtului se găsesc cinci cimitire, Floral Hills Memorial Gardens, Fontana, Hazleton, Kint și Saint Marys.

## Demografie
Conform datelor înregistrate de United States Census Bureau, Biroul de recensăminte al Statelor Unite ale Americii,  populația districtului fusese de 1.733 de locuitori la data efectuării recensământului din anul 2000.